# هیپنوتیکو
هیپنوتیکو (به انگلیسی: Hypnotico) نام تک‌آهنگی از جنیفر لوپز، هنرمند و خواننده اهل ایالات متحده آمریکا است که در هفتمین آلبوم استودیویی وی به نام عشق؟ (۲۰۱۱) منتشر شد. این ترانه در اصل توسط ردوان، لیدی گاگا، ایکان، کلود کلی و تمی چاینا برای دومین آلبوم استودیویی چاینا به نام Prima Donna در سال ۲۰۰۷ سروده شده بود. ردوان، ایکان، گاگا و کلی برای سرودن ترانه‌هایی برای چاینا به لس آنجلس پرواز کردند، و هیپنوتیزم اولین ترانه‌ای بود که آنان با همکاری یکدیگر سرودند. انتشار Prima Donna لغو شد و هیپنوتیزم به باور سرایندگانش دیگر دلیل اصلی ساختش را از دست داده بود. تا آنکه در سال ۲۰۱۱ و هنگامی که لوپز در حال کار کردن با ردوان بود و برای نشر آثار خود با استودیو آیلند رکوردز همکاری می‌کرد، به ضبط کردن این آهنگ علاقه‌مند شد. جیمی جوکر، تولید نسخهٔ لوپز از هیپنوتیزم را آماده‌سازی کرد و کوک هارل نیز به صداپردازی اثر پرداخت.
هیپنوتیزم ترانهٔ رقصی از نوع آپ–تمپو است و دارای ضرب‌های بزرگ و سینت‌های یادآور دهه ۸۰ میلادی، با «حسی [نوستالژیک] از روزهای مدرسه». این ترانه در کل نقدهای مختلفی از منتقدان موسیقی دریافت کرد، که اغلب آن را تک‌آهنگی شایسته ذکر کردند. بعضی از منتقدان نیز، شباهت‌های بین هیپنوتیزم و دیگر ترانه‌های لیدی گاگا، مانند پوکر فیس، را مورد توجه قرار دارند.

## سرودن و ضبط کردن
هیپنوتیزم توسط ردوان، لیدی گاگا، ایکان، کلود کلی و تمی چاینا نوشته شده‌است. در سال ۲۰۰۷، گاگا و کلی در حال کار کردن با ردوان در استودیویی کوچک واقع در کویینز، نیویورک، بودند. گاگا در حال سرودن آنچه بود که بعدها نخستین آلبوم استودیویی‌اش با نام شهرت شد و کلی در حال نوشتن ترانه‌هایی با همراهی ردوان بود تا برای اجرا به دیگر هنرمندان عرضه کنند. کلی، این اتفاقات را با گفتن این‌که «ما همه با هم دوست بودیم و بیشتر اوقات برای رفتن به استودیو، با هم سوار قطار می‌شدیم» به یادمی‌آورد. ردوان آغاز به کار با ایکان کرد. ایکان، گاگا، ردوان و کلی به لس آنجلس پرواز کردند تا به کار بر روی دومین آلبوم استودیویی چاینا با نام Prima Donna بپردازند، و هیپنوتیزم نخستین ترانه‌ای بود که با یکدیگر سرودند. طبق گفتهٔ کلی، در آن سفر ایکان لیدی گاگا را ملاقات کرد، و «به راه افتادن حرفهٔ موسیقی او کمک کرد». کلی همچنین از این سفر به عنوان کمک‌کننده به به‌راه‌افتادن حرفه ترانه‌نویسی خود یاد می‌کند. او می‌گوید که او و ایکان، دوستانی خوب و شریک شعر سرودن شدند. ایکان به کلی یک سی‌دی شامل قطعه‌هایی که به عنوان پایه‌ای برای نوشتن ترانه بودند، داد. از آن سی‌دی، او ترانه‌های مرا ببخش را برای لیونا لوئیس، «مثل این که هیچ‌وقت ترک نکردم» و «من تو را به دست آوردم» برای ویتنی هیوستون، و دستم را بگیر برای مایکل جکسون سرود. طبق گفتهٔ کلی، «هیپنوتیزم، نمادی است از این‌که اگر سخت کار کنی، چگونه رؤیاها به حقیقت می‌پیوندند و یک یادآورنده دائمی از این‌که چه‌قدر به پیش رفته‌ام. من هنوز برای همه چیزهایی که موفق شده‌ام، به شدت سپاس‌گزار هستم.»
چاینا در آغاز سال ۲۰۰۸ هیپنوتیزم را به عنوان بخشی از پروژهٔ سیزده‌آهنگیش با نام Prima Donna، با تهیه‌کنندگی ایکان و ردوان، در استودیویی در آتلانتا ضبط کرد که بنا بود در اوت ۲۰۰۸ منتشر شود. هیپنوتیزم نامزد انتشار به عنوان یک تک‌آهنگ برای پروژهٔ Prima Donna پس از ترانهٔ یخ‌زده شد، اما پس از این‌که انتشار این آلبوم لغو شد، به باور کلی آن ترانه نیز دلیل اصلی ساختش را از دست داده بود. هیپنوتیزم تا سال ۲۰۱۱ توسط هیچ‌یک از آن هنرمندان مورد استفاده قرار نگرفت، تا آنکه هنگامی که لوپز در حال کار کردن با ردوان بود، به ضبط کردن آن علاقه‌مند شد. نسخهٔ لوپز این ترانه توسط جیمی جوکر تولید شد. صداپردازی توسط ردوان سازماندهی، توسط کوک هارل تولید و توسط هارل و جاش گادوین در «استودیوی ضبط هنسون» واقع در لس آنجلس، ضبط شد. سپس صدای لوپز توسط هارل و کریس «تک» اورایِن ویرایش شد. ردوان ابزارهای موسیقایی ترانه را آماده کرد. پس از آن، ترانه توسط تریور مازی میکس شد.
در هنگام کار با ردوان، لوپز اصرار داشت که ردوان بهترین آنچه لوپز برای ارائه داشت را از وی به نمایش گذارد، و او خود این استعداد ردوان را به تبار مراکشی، سوئدی و آمریکاییش نسبت می‌داد. به گفته لوپز: «او عالی است. او یکی از بهترین انسان هاست و روح زیبایی دارد. او می‌تواند چیزی بسازد که همهٔ دنیا دوستش بدارند و این شاید به خاطر پس‌زمینهٔ بین‌المللی‌اش است. بعضی افراد می‌توانند برقصند، دیگران می‌توانند سبک اِربِن (urban) یا پاپ برقصند، اما نیدر (منظور ردوان) همه این‌ها را با هم انجام می‌دهد و می‌داند چه چیز در هر مرتبه‌ای شگفتی‌ساز می‌شود. لوپز و گاگا بشخصه با هم روی آهنگ کار نکردند. به گفتهٔ لوپز، ردوان به این دلیل گاگا را به آن پروژه آورد که آن‌ها در گذشته بسیار با هم کار کرده بودند. او این پروژه را «یه جورایی جالب» و گاگا را ترانه‌سرایی ذکر کرد که «من فقط عاشق سروده‌هاش نیستم، بلکه عاشق ملودی‌هایش هم هستم».

## سبک و ترکیب
هیپنوتیزم ترانه‌ای رقصی از نوع آپ–تمپو و دارای ضرب‌های بزرگ و سینت‌های یادآور دهه ۸۰ میلادی، با «حسی [نوستالژیک] از روزهای مدرسه» است. رده‌بندی شده به عنوان یک «ضبط مملو از سینث»، این ترانهٔ متأثر از دنس‌هال همچنین شامل صدای دست زدن با هجاها و فریاد پورتوریکویی است که همگی ۱۱۹ ضرب دارند. ترانه با صدای فراخواندن لوپز آغاز می‌شود: «همه دخترایی که می‌دونن سکسی هستن، بیان!». لوپز روی «بومباستیک بِیس‌لاین» می‌خواند و سپس همخوانان با «همهٔ پسرا وقتی ما مشغولیم، حال می‌کنن / ما امشب فقط احمقانه قلب می‌شکونیم».
دی‌جی شین فینکس، هیپنوتیزم را «ترانه‌ای با سبک داب» می‌پندارد. به نوشته او، ترانه دارای ضربه‌های قوی، با electro key line مخصوص» است، و به تصورش این bassline تکراری برای رقص مناسب است. بنا بر امیلی اکستون از پاپ‌داست، گروه همخوانان «روشن و گیرای» ترانه به خوبی خود را در میان انبوه صداهای دیگر به نمایش می‌گذارد. این به لوپز اجازه می‌دهد تا «بعضی حدود» را نمایش دهد و یک شمارشگر خوب را برای «تکراری، قطع شده و تفکیکی بودن عنوان ترانه که مقدم‌تر است» آماده می‌کند. اکستون همچنین اشاره می‌کند که ریتم «هینب - نو، هیب- نو- تیزم (به انگلیسی:hyp-not, hyp-not-ico)» با ریتم روی صحنه که این‌گونه است: «برو روی صحنه، برو روی صحنه (به انگلیسی: up on the floor, up on the floor)» یکسان است. نایری ام‌سیفارتن از گلف‌نیوز، ترانه را «خوش صدا» نامید و اضافه کرد که این ترانه یک ترانهٔ کلاب درست بود."

## دیدگاه انتقادی
هیپنوتیزم در کل نقدهای مختلفی از منتقدان موسیقی دریافت کرد. تعدادی از منتقدان، به شباهت‌های بین این ترانه و دیگر آثار گاگا اشاره داشتند، از جمله برد وت از انترتینمنت ویکلی که نوشت «این ترانه مانند نسخه‌ای آب‌رفته از پوکر فیس به نظر می‌رسد.» اسکات شلتر از پاپ‌کراش می‌افزاید که «مانند بسیاری از ترانه‌های لیدی گاگا، این ترانه نیز پس از مدت زیادی که آهنگ تمام شده‌است، هنوز در سرتان باقی می‌ماند.» آلیسون استوارت از واشینگتن پست، در توضیحی بیشتر از این دیدگاه، بیان می‌کند که «بدون کوچک‌ترین قصد دل‌آزاری برای گاگا، هیپنوتیزم یک سینث‌سایزر است، لغزشی قل قلی از یک آهنگ.» الیوت گلیزر از ام‌تی‌وی توضیح می‌دهد که این ترانه، به نظر می‌رسد درست ادامه دهنده آهنگ مشهور لوپز با نام در انتظار امشب در سال ۱۹۹۹ است؛ «و با همان حال و هوا، وادارمان می‌کند تا شورت‌های کوتاهمان را بپوشیم و برقصیم.» به علاوه، به گفته او «ضربانی که بر طنین‌های اثیری پنهان این ترانه سوار است و سرود گروهی کُر یادآوری قوی از این حقیقت است که هیپنوتیزم دستپخت گاگا است، و به همین دلیل به سرعت موافقت جنیفر لوپز را به خود جلب کرد.» آموس برشاد از والچر عدم رضایت خود از این ترانه را بیان کرد و افزود که اگرچه «می‌شود تا حدی متوجه شد» که این کار نوشته گاگا است، ولی چنین چیزی نشانه آن نیست که این اثر می‌توانست محبوبیت بالایی به دست آورد، چرا که «ضعیف و بی قوام» است و اینکه «بی گمان برای دلیل [نامشخص] خاصی چنین پرداخته شده‌است.
شاین فینکس از هات اسپاتس، با گفتن «دختران عاشق متن شعر خواهند شد، این ترانه، کلی جذابیت‌های جنسی به همراه می‌آورد که ناخودآگاه باعث رقص باسن شده و کاملاً به درد رها شدن در فضایی تاریک و اکتشاف احساس شهوانی تماس بدنی نزدیک در هنگام رقص می‌خورد»، نظری مثبت دربارهٔ این ترانه ارائه کرد. ریچ لوپز از دالاس ویس، این ترانه را یکی از ترانه‌های «برتر» آلبوم عشق؟ معرفی کرد و از این که «این ترانه هنوز به عنوان یک تک‌آهنگ منتشر نشده‌است» شگفت زده شد. برد ویت از انترتینمنت ویکلی، از توانایی ترانه با گفتن اینکه «این [ترانه] برای میکس‌های دی‌جی‌های کلوب‌ها عالی است تا مردم را وادار به رقصیدن کنند» قدردانی کرد؛ اما او این را که «گاگا در همه جای آهنگ به خوبی دیده می‌شود… انگار که لوپز بخواهد ادای او (گاگا) را در بیاورد» مورد انتقاد قرار داد. امیلی اکستون از پاپ‌داس، با این دیدگاه موافق بود و افزود «باید احمق بود تا تصور نکرد که زنان (و مردان) سرخوش بارهای آمریکا در این تابستان به بازخوانی
گروه همخوانان ترانه در هنگام رقص خواهند پرداخت». او علاوه بر این نوشت که این «غیرممکن بود که بتوانید آن (ترانه) را پس از یکبار شنیدن از سرتان بیرون کنید»، اگر چه «به‌طور افزاینده‌ای پس از سه دقیقه و نیم، به یکنواختی می‌رسد.» رابرت کاپسی از دیجیتال اسپای به اختصار با گفتن این‌که هیپنوتیزم چیزی نیست که «ما قبل از این نشنیده باشیم» بر این دیدگاه افزود، هر چند توضیح داد که ترانه ارزش یک نسخهٔ مستقل را دارد.
کتی هستی از هیت‌فیکس، تحت تأثیر پتانسیل متن ترانه قرار نگرفت، مانند بیت‌های «بچهٔ آفتاب‌سوخته / مثل این‌که آسیب دیدن‌ها دیوانه‌اند. ما امشب فقط احمقانه قلب می‌شکونیم» و ریتم‌های «yum yum» با «some some»؛ باعث نخواهند شد که این ترانه در اس‌ای‌تی نمره خوبی بگیرد. او با گفتن این‌که: «در واقع، این مثل این می‌ماند که لوپز از مسیر [خوانندگی]اش خارج شده تا با عطفی دختربچگانه، برای صدای نازک ۴۱ساله‌اش بخواند؛ ولی این [ترانه]، جوان، خوش بین و کمی سبک‌تر از ترانهٔ روی صحنه و همکاری جزیره صرف او با لیل وین، یعنی ترانهٔ من به تو علاقه‌مند هستم، به وقوع می‌پیوندد. آماس بارشاد از والچر، موزیک لوپز را مورد سؤال قرار داد، با گفتن این‌که «با وجود جنبه‌های دیگری از کلیک کردن فرمانروایی چند رسانه‌ای‌اش (یعنی حرفهٔ بازیگری لوپز)... چرا او در ادامهٔ ساختن موزیک اصرار می‌کند؟ چرا عقب نمی‌نشیند، آرامش نمی‌یابد و از واقعیت اینکه چیزی هست که شما انجام دهید که مردم دوستش داشته باشند، لذت نمی‌برد… خوب، یکی می‌تواند فقط خارق‌العاده باشد، جنیفر لوپز به ساختن موزیک ادامه می‌دهد چون راستش، جنیفر لوپز عاشق ساختن موزیک است؛ و این ستودنی است.

## عوامل
عوامل این ترانه از عوامل سازنده آلبوم عشق؟ هستند.
لوکیشن‌ها
- «هیپنوتیزم» در استودیوهای ضبط هنسون در لس آنجلس ضبط شده‌است.

عوامل
- ترانه‌سرا: ردوان، لیدی گاگا، کلود کلی، ایکان و تمی چاینا
- تهیه‌کننده صدا: کوک هارل، جیمی جوکر
- آماده‌سازی صدا: ردوان
- ویرایشگر صدا: کوک هارل، کریس تک اوریان
- مهندسی صدا: کوک هارل، جاش گادوین
- مهندسی ضبط: جیمی جوکر
- ابزارها: ردوان
- صداهای اضافی: تمی چاینا
- ترکیب و میکس: تیرور مازی